# Долені Раденці
Долені Раденці (словен. Dolenji Radenci) — поселення в общині Чрномель, Південно-Східна Словенія, Словенія. Висота над рівнем моря: 185,4 м.